# Spelaeochthonius cheonsooi
Espèce
Spelaeochthonius cheonsooi est une espèce de pseudoscorpions de la famille des Pseudotyrannochthoniidae.

## Distribution
Cette espèce est endémique du Gangwon en Corée du Sud. Elle se rencontre à Changseong dans la grotte Sinryeong-gul.

## Description
La femelle holotype mesure 1,70 mm.

## Systématique et taxinomie
Cette espèce a été décrite par You, Yoo, Harvey et Harms en 2022.

## Étymologie
Cette espèce est nommée en l'honneur de Cheon-Soo You.

## Publication originale
- You, Yoo, Harvey & Harms, 2022 : « Some cryptic Korean karst creatures: revalidation of the pseudoscorpion genus Spelaeochthonius (Pseudoscorpiones: Pseudotyrannochthoniidae) and description of two new species from Korea. » The Journal of Arachnology, vol. 50, no 2, p. 135–157.